# Dipterygina nocturna
Dipterygina nocturna är en fjärilsart som beskrevs av George Francis Hampson 1891. Dipterygina nocturna ingår i släktet Dipterygina och familjen nattflyn. Inga underarter finns listade i Catalogue of Life.